# Punch Arogunz
Punch Arogunz (* 30. Juli 1991 in Meschede, bürgerlich Benjamin Posern) ist ein deutscher Rapper aus Hohenkirchen beziehungsweise Wilhelmshaven. Er ist Inhaber des Independent-Hip-Hop-Labels Attitude Movement.

## Musikalische Karriere

### Anfänge
Punch Arogunz sammelte relativ früh erste musikalische Erfahrungen und hatte während seiner Schulzeit über mehrere Jahre Klavier- und Gitarrenunterricht. Seine ersten Raperfahrungen machte er als Teil der Rapcrew 111-Übersound, der auch Kasi Abztrakkt (heute Charles Clear) angehörte, und begann mit 15 Jahren, Tracks, Mixtapes und EPs als Rapper und Beat-Produzent unter dem Namen Punch111 zu veröffentlichen. Den Namensteil "Punch" wählte er, weil dieser laut eigenen Angaben als Jugendlicher sein Sprayer-Tag in der Graffiti-Szene war. 2011 erschien mit Ein Punch reicht sein erstes Mixtape als Punch Arogunz, 2013 folgte die Download-EP Mora.
Er trat zudem schon relativ früh gelegentlich in Verbindung mit anderen Rappern in Erscheinung, unter anderem als Hook-Songwriter und -Sänger (bei beispielsweise Trill Fingaz), als Beatproduzent (bei beispielsweise B-Tight) und mit Mix & Mastering (bei beispielsweise Soulek).
Punch Arogunz nennt Xzibit, Eminem, Aggro Berlin und Die Sekte als frühe Rap-Idole bzw. Inspritationen. 

### Battle-Rap-Zeit
Punch Arogunz  erlangte erste größere Bekanntheit als Battlerapper beim Videobattleturnier (VBT) und beim JuliensBlogBattle (JBB). In den Turnieren erreichte er zwar nie das Finale, erregte aber Aufmerksamkeit.
Punch Arogunz sammelte bereits 2007, als Punch111 bei der Reimliga Battle Arena (RBA), und 2010 als Punchdeinface beim VBT, frühe Battle-Erfahrungen, und erlangte mit seiner Teilnahme als Punch Arogunz am VBT 2012 und VBT Splash 2013 erstmals größere Bekanntheit.
2013 nahm er schließlich auch am JBB, das als das beliebteste und öffentlichkeitswirksamste Turnier der deutschen Battle-Rap-Geschichte gilt, teil. Dabei erregte Punch Arogunz bereits mit seiner Qualifikation Aufsehen, bei welcher er absichtlich sämtliche Turnierregeln brach, was er im Qualifikationssong selbst thematisierte, in welchem er zudem nicht nur Julien Sewering, Organisator und alleiniger Juror des JBB, sondern auch das JBB an sich, disste. Obwohl er gemäß JBB-Regelwerk aufgrund der Regelverstöße nicht hätte am Battle teilnehmen dürfen, wurde eine Zuschauerumfrage über dessen Battle-Zulassung abgehalten, welche Punch Arogunz deutlich gewann. Seine Qualifikation erhielt schließlich von Juror Julien Sewering, nach SpongeBOZZ, die zweitbeste Bewertung, und im Zuschauervoting belegte er, vor SpongeBOZZ, Platz eins. Im JBB-Viertelfinale gegen Gio, in welchem Punch Arogunz das Zuschauervoting enorm deutlich gewann, gab Juror Julien schließlich Gio einen leichten Vorzug, sodass das Battle in einem Unentschieden endete. Punch Arogunz beschloss daraufhin, auf eine Wiederholung des Battles zu verzichten, und stieg freiwillig aus dem Turnier aus. Gio erreichte schließlich das Finale, in welchem er sich SpongeBOZZ geschlagen geben musste.
Nach dem JBB erhielt Punch Arogunz Angebote mehrere Record-Labels, unterschrieb schließlich im August 2013 bei Baba Saads Label Halunkenbande, und startete somit seine Karriere abseits des Battle-Raps.
Das JBB 2013 war das letzte Rap-Battle im engeren Sinne von Punch Arogunz, er nahm 2016 aber schließlich noch am JuliensMusicCypher (JMC), dem nicht direkt dem Battle-Rap zuzuordnenden Nachfolgerturnier des JBB, teil, wurde allerdings nach Regelverstößen im Achtelfinale disqualifiziert. Punch Arogunz beendete danach seine Battle- bzw. Turnier-Karriere und begann, sich stattdessen alleinig auf seine eigenen Releases mit der Halunkenbande zu konzentrieren.

### Musikkarriere nach der Battle-Rap-Zeit
2013 und 2014 erlangte er weitere Bekanntheit durch Auftritte in mehreren Halt die Fresse-Videos von AggroTV. Sein Halunkenbande-Debüt hatte er am 11. Oktober 2013 auf dem Labelsampler Beuteschema und am 31. Januar 2014 erschien sein Debütalbum Carnivora, welches Platz 15 der deutschen Albumcharts erreichte. Sein zweites Studioalbum Frontal folgte am 3. Juli 2015 und belegte in den deutschen Charts Platz 18. Am 19. August 2016 erschien das Kollabo-Album Bang Bang zusammen mit Baba Saad, welches auf Platz 6 der offiziellen Charts und auf Platz 1 der deutschen Hip-Hop-Charts einstieg. Eigentlich sollte eine Tour mit Baba Saad folgen, doch bei Punch Arogunz, der an der Nervenkrankheit Fibromyalgie leidet, verschlechterte sich der Gesundheitszustand, was ihn mehrere Monate außer Gefecht setzte.
2017 verließen alle Halunkenbande-Künstler, inklusive Punch Arogunz, die allesamt sehr schwere Vorwürfe gegen Saad erhoben hatten, das Label und Punch Arogunz beendete seine Freundschaft mit Saad. Saad löschte daraufhin aus Rache für dessen Weggang alle von Punch Arogunz während seiner Zeit bei der Halunkenbande veröffentlichten Musikvideos von YouTube sowie auch seine Musik von allen Streaming-Plattformen einschließlich Spotify. Die Musiktitel beziehungsweise Videos wurden später teilweise neu hochgeladen, teilweise sind sie bis heute nicht mehr verfügbar. Punch Arogunz gründete schließlich sein eigenes Independent-Label Attitude Movement, das von Universal Music vertrieben wird. Er nahm bei Attitude Movement unter anderem die ehemaligen Halunkenbande-Mitglieder Cashisclay und Twizzy unter Vertrag. Punch Arogunz veröffentlichte später über Attitude Movement gegen Saad die Disstracks 100 Bars / Wake-Up Call und 100 Bars / Snooze Button, in denen er Teile der Geschehnisse zwischen sich und Saad aufarbeitet.
Sein drittes Soloalbum Schmerzlos erschien am 25. Mai 2018 über sein eigenes Label und belegte Rang 8 der deutschen Charts. Auf dem Konzeptalbum thematisiert er unter anderem seine Erkrankung, sowie das Thema physischer und psychischer Schmerz im Allgemeinen.
Im selben Jahr wurde US-Musikproduzent Scoop DeVille, der für seine Produktionen für US-Größen wie beispielsweise Kendrick Lamar, Tech N9ne, Snoop Dogg, Busta Rhymes, Jay-Z, Dr. Dre, 50 Cent und Eminem; sowie für Drake, bekannt ist, über einen Track eines alten Mixtapes auf Punch Arogunz aufmerksam. Nach Hören Teilen dessen Diskografie beschloss DeVille, mit Punch Arogunz zusammenarbeiten zu wollen, stellte den Kontakt her und produzierte schließlich Teile von Punch Arogunz' viertem Soloalbum Carnivora 2, das 2020 veröffentlicht wurde und auf Platz 17 der deutschen Charts einstieg.

## Musikstil und Image
Punch Arogunz galt früher als einer der bekanntesten und beliebtesten Battlerapper im Videobattleturnier (VBT) und im JuliensBlogBattle (JBB). Zu seinen Markenzeichen zählen unter anderem seine (zu Battle-Zeiten getragenen) weißen Kontaktlinsen und seine zahlreichen Tattoos. Sein Rapstil ist meist aggressiv und durchsetzt mit vielen sauberen Doubletime- und teils Tripletime-Passagen, seine Songs bestechen häufig mit „technisch ausgefeilten Parts mit schnellen Flowpatterns“. Typische Merkmale seines Stils sind, neben einem zumeist hohen flowtechnischen Level samt vielen Flowwechseln, auch häufig langsilbige Reimketten und eingängige, melodische Gesangshooks.
Trotz des zumeist aggressiven Stils schreibt er des Öfteren auch ruhigere Songs, die einen tieferen Sinn beinhalten (wie beispielsweise Durch Dunkelheit; Nicht mehr der Selbe; Wellen schlagen; Wir sind krank; Eine geht noch; Schwarze Flügel; Allein; Jeder Nadelstich; Teile von mir; 100 Schläge; und Nächste Frage).

## Privates
Punch Arogunz leidet an Fibromyalgie, einer seltenen unheilbaren Nervenkrankheit, die sich unter anderem in sehr starken Schmerzen bemerkbar macht, welche in den meisten Fällen, wie auch bei Punch Arogunz, auch mit Schmerzmitteln nicht behandelbar sind. Punch Arogunz' Beschwerden begannen 2013 und intensivieren sich mit der Zeit immer mehr, wobei die Krankheit aber jahrelang nicht beziehungsweise falsch diagnostiziert und daher auch falsch therapiert wurde, bis Anfang 2017 schließlich die Diagnose der Fibromyalgie folgte. Im Laufe der Jahre entwickelte er zudem eine starke Abhängigkeit von den ihm verschriebenen Schmerzmitteln Tramadol und insbesondere Tilidin. 2016 verschlechterte sich sein Gesundheitszustand drastisch, sodass er eine geplante Tour absagen musste und zu einer Karrierepause gezwungen wurde. Es folgten mehrere stationäre Krankenhausaufenthalte, gefolgt von einem Schmerzmittelentzug. 2018 gab Punch Arogunz schließlich bekannt, dass er keine Schmerzmittel mehr nehme, sich sein Gesundheitszustand gebessert habe und er gelernt habe, mit den bleibenden Schmerzen zu leben. Er beschreibt seinen Leidensweg in mehreren Songs, insbesondere auf seinem 2018 erschienenen Konzeptalbum Schmerzlos.
Seit 2018 ist Punch Arogunz neben der Musik hauptberuflich als Tätowierer mit eigenem Tattoostudio in Wilhelmshaven und nebenberuflich als bildender Künstler sowie als Systema-Kampfkunst-Trainer tätig.

## Diskografie
Soloalben
- 2014: Carnivora (Halunkenbande)
- 2015: Frontal (Halunkenbande)
- 2018: Schmerzlos (Attitude Movement)
- 2020: Carnivora 2  (Attitude Movement)
- 2022: 2G2G  (Attitude Movement)

Kollaboalben
- 2008: Untergrundstars (Kollaboalbum mit Kasi Abztrakkt, 111-Übersound, Eigenproduktion)
- 2016: Bang Bang (Kollaboalbum mit Baba Saad, Halunkenbande)

Sampler
- 2013: Battledynamik (mit Tumor der Atze und Soulek, 111-Übersound, Eigenproduktion)
- 2013: Beuteschema (Labelsampler mit Baba Saad und EstA, Halunkenbande)
- 2015: Beuteschema II (Labelsampler mit Baba Saad, EstA, Cashisclay und Twizzy, Halunkenbande)

Mixtapes
- 2009: Panzertape (Mixtape mit Kasi Abztrakkt, Kaot Escobar und Atrx, 111-Übersound, Eigenproduktion)
- 2011: Ein Punch reicht (Mixtape, 111-Übersound, Eigenproduktion)
- 2015: Blinde Wut (Halunkenbande)

EPs
- 2013: Mora (Download-EP, Eigenveröffentlichung)
- 2014: Black EP (Beilage zur Black Edition von Carnivora, Halunkenbande)
- 2018: Ausdauer + Ehrlichkeit + Loyalität EP  (Beilage zur Box Edition von Schmerzlos, Attitude Movement)
- 2019: Never Lost in Attitude EP (Free-EP, Attitude Movement)
- 2020: Acoustic EP (Beilage zur Box Edition von Carnivora 2, Attitude Movement)
- 2020: Benjamin (Beilage zur Box Edition von Carnivora 2, 111-Übersound, Eigenproduktion, Veröffentlichung über Attitude Movement)

Kollabotracks
- 2015: Weil ich es kann (mit EstA, Cashisclay, McTwist, 4Tune & Diverse)
- 2018: Attitude Cypher Vol. 1 (mit Jay Jiggy, Cashisclay, Twizzy, Prekiller, Daniel Gun, IDC, Atrx, Kasi Abztrakkt und Kaot Kraftstoff)

Gastbeiträge
- 2012: O2 Soundz Mix von Der Asiate (feat. Ésmaticx, Punch Arogunz & T-Jey)
- 2012: Sinnlose Gedanken von Charles Clear (feat. Punch Arogunz)
- 2012: Komplett abgeschlossen von Kasi Abztrakkt (feat. Punch Arogunz)
- 2014: Gib mir hart von Swiss + die Andern (feat. Punch Arogunz)
- 2015: La Familia von Baba Saad (feat. Punch Arogunz)
- 2016: Eskalation von Neo Unleashed (feat. Punch Arogunz)
- 2017: Blind vor Trieben von Twizzy (feat. Punch Arogunz)
- 2018: Homicidal Tendencies von Daniel Gun & Upon Oath (feat. Punch Arogunz & R.U.F.F.K.I.D.D.)
- 2019: La La La von Twizzy (feat. Punch Arogunz)
- 2019: 100 Bars Snooze Button von Punch Arogunz (auf Twizzys Twizzy Regelt EP erschienen)
- 2019: Riley Back am Block von Punch Arogunz (auf Twizzys Twizzy Regelt EP erschienen)
- 2021: Attitude X von Cashisclay (feat. Punch Arogunz & Twizzy)
- 2021: Zeit für den Bang von As36k (feat. Megaloh, Punch Arogunz, Twizzy, R.U.F.F.K.I.D.D., Herzog, Chefkoch, Blend, Gozpel, ABLA, Rever, Doem, Metropolä, Rokko Weissensee, Gitta Spitta, Jolez Bo, Mafiere, Nasip & 1nheit)
- 2023: Wer wird der nächste sein? von Twizzy und KuchenTV (feat. Punch Arogunz)[105]
- 2023: Meine Lieblingsrapper/innen von Der Asiate (feat. Punch Arogunz, Cashisclay, Twizzy, Pikayzo, M.i.k.i., Seyed, B-Tight, Bo Derah, Steasy, Jindo109, Keule257, Entetainment, Blumio, Blokkmonsta, 257ers, Richter, Nyle, nulldrei, Jay Jiggy, Poca, Flaiz, Rhymin Simon, Swiss, Dame, Silla, Die P, 4Tune, Kitty Kat, HeXer, Olli Banjo, Cr7z, Moe Mitchell)
- 2025: Werdegang von Cashisclay (feat. Punch Arogunz & Twizzy)

Musikvideos
Eigene Musikvideos
| Jahr | Titel                               | Regie                                       | Länge |
| ---- | ----------------------------------- | ------------------------------------------- | ----- |
| 2013 | Aggro.TV Halt die Fresse 5 Nr. 292  | Aggro.TV                                    | 3:21  |
| 2013 | Hollow Tips                         | Mauritz Franzen                             | 2:42  |
| 2013 | Das bin ich                         | Christian Wasenmüller                       | 3:52  |
| 2014 | Nicht mehr der Selbe                | Keine Angabe                                | 4:22  |
| 2014 | Wellen schlagen                     | Aggro.TV                                    | 4:35  |
| 2014 | Opferjunge                          | Aggro.TV                                    | 4:03  |
| 2014 | Aggro.TV Punch Arogunz Acapella     | Aggro.TV                                    | 1:40  |
| 2014 | Aggro.TV Halt die Fresse 6 Nr. 322  | Aggro.TV                                    | 3:49  |
| 2014 | Steilkurve RMX                      | Benjamin Posern                             | 3:27  |
| 2015 | Kein Platz mehr                     | Tim Augurzke, Tobias Wolters, Patrick Kulik | 3:37  |
| 2015 | Officer Riley                       | Tim Augurzke, Tobias Wolters, Patrick Kulik | 4:05  |
| 2015 | Blind vor Liebe 3                   | Keine Angabe                                | 6:59  |
| 2015 | Wie eine Narbe                      | Keine Angabe                                | 3:25  |
| 2015 | Ich halt es in Bewegung             | Keine Angabe                                | 5:23  |
| 2015 | Frage der Zeit                      | Tim Augurzke, Tobias Wolters, Patrick Kulik | 3:52  |
| 2016 | Ich lebe laut                       | Lee Maas                                    | 3:25  |
| 2016 | Mit mir oder gegen mich             | Lee Maas                                    | 5:53  |
| 2016 | Schlechter Verlierer                | Dominic Witt                                | 4:35  |
| 2016 | Schlaflos                           | Ivan Derr                                   | 3:26  |
| 2016 | Hollow Tips II                      | Tim Augurzke, Patrick Kulik                 | 3:44  |
| 2017 | 100 Bars / Wake-Up Call             | Pretty Dirty                                | 7:05  |
| 2018 | Auf der Jagd                        | Pretty Dirty                                | 3:59  |
| 2018 | Vakuum                              | Bertinaxe                                   | 4:10  |
| 2018 | Wir sind krank                      | Scalfie Designs, Shiwa Animations           | 4:32  |
| 2018 | Ekliger Feind (feat. Twizzy & IDC)  | Moritz Döring                               | 4:00  |
| 2018 | Attitude (feat. Cashisclay)         | Prekiller                                   | 3:43  |
| 2018 | Nie mehr Tilidin                    | Alex Blitzz                                 | 3:27  |
| 2019 | Jakob Fugger                        | Simon Szalinski, Fynn Kuever Wittmar        | 3:32  |
| 2019 | Okaaay                              | Simon Szalinski, Fynn Kuever Wittmar        | 3:09  |
| 2019 | That's it                           | Simon Szalinski, Fynn Kuever Wittmar        | 2:53  |
| 2020 | Punch Arogunz vs Mawee - Antwort    | Benjamin Posern                             | 1:25  |
| 2020 | Punch Arogunz vs Gotcha - Antwort   | Benjamin Posern                             | 1:33  |
| 2020 | Carnivora 2 Intro                   | Henning Brix                                | 4:19  |
| 2020 | Catch me if you can                 | Henning Brix, Markus Bachmann               | 5:09  |
| 2020 | Allein                              | Henning Brix                                | 3:36  |
| 2020 | Wieso bellst du                     | Simon Szalinski, Fynn Kuever Wittmar        | 3:42  |
| 2020 | Namaste                             | Henning Brix                                | 3:20  |
| 2020 | Durch Dunkelheit (Acoustic Version) | Simon Szalinski                             | 4:55  |
| 2020 | 100 Schläge                         | Benjamin Posern                             | 1:42  |
| 2022 | 2G2G                                | Simon Szalinski                             | 3:04  |
| 2022 | Nächste Frage                       | Simon Szalinski                             | 3:01  |
| 2022 | Magic                               | Simon Szalinski                             | 2:49  |
| 2022 | Timezone                            | Slava Bodunccini                            | 1:48  |
| 2023 | Kein Wunder                         | Fynn Küver-Wittmar                          | 3:21  |

Musikvideos zu Kollabotracks
| Jahr | Künstler | Titel                  | Regie               | Länge |
| ---- | --- | ---------------------- | ------------------- | ----- |
| 2012 | Scotch, Battle Boi Basti, Neek, Black Fire, Tom Cruised & Punch Arogunz                                          | KWU Miccheck 07        | Rekino              | 4:15  |
| 2015 | EstA, Punch Arogunz, 4Tune, Cashisclay, McTwist & Diverse                                                        | Weil ich es kann       | die Künstler selbst | 4:38  |
| 2018 | Punch Arogunz, Jay Jiggy, Cashisclay, Twizzy, Daniel Gun, Prekiller, IDC, Atrx, Kasi Abztrakkt & Kaot Kraftstoff | Attitude Cypher Vol. 1 | Prekiller           | 6:29  |

Musikvideos als Gastmusiker
| Jahr | Künstler                                                    | Titel                  | Regie                           | Länge |
| ---- | ----------------------------------------------------------- | ---------------------- | ------------------------------- | ----- |
| 2012 | Charles Clear (feat. Punch Arogunz)                         | Sinnlose Gedanken      | Christian Wasenmüller           | 1:50  |
| 2012 | Kasi Abztrakkt (feat. Punch Arogunz)                        | Komplett abgeschlossen | Ramon Striess                   | 4:16  |
| 2013 | Baba Saad (feat. EstA & Punch Arogunz)                      | Hallo Rapfans          | Glückskind TV, Dennis Ritter    | 3:43  |
| 2013 | Baba Saad (feat. Punch Arogunz & EstA)                      | Rapmaschinen auf Beats | Keine Angabe                    | 3:29  |
| 2014 | Swiss + Die Andern (feat. Punch Arogunz)                    | Gib mir hart           | Lee Maas                        | 3:36  |
| 2015 | Cashisclay (feat. Punch Arogunz)                            | Game Over              | Luckey Studio                   | 2:53  |
| 2016 | Baba Saad (feat. Punch Arogunz)                             | Falsch gedacht         | Saad El-Haddad, Benjamin Posern | 3:59  |
| 2016 | Neo Unleashed (feat. Punch Arogunz)                         | Eskalation             | Ivan Derr                       | 2:43  |
| 2018 | Twizzy (feat. Punch Arogunz, Neo Unleashed & Finch Asozial) | Life is Battle Area    | Prdcr                           | 5:12  |
| 2019 | Twizzy (feat. Punch Arogunz)                                | La La La               | Keine Angabe                    | 3:26  |
| 2021 | Cashisclay (feat. Punch Arogunz & Twizzy)                   | Attitude X             | Timothy Dece                    | 3:02  |
| 2025 | Cashisclay (feat. Punch Arogunz & Twizzy)                   | Werdegang              | Keine Angabe                    | 4:01  |